# Bonnelles
Bonnelles település Franciaországban, Yvelines megyében. Lakosainak száma 2211 fő (2022. január 1.). Bonnelles Bullion, Longvilliers, Rochefort-en-Yvelines, Angervilliers, Forges-les-Bains, Limours és Pecqueuse községekkel határos.

## Népesség
A település népességének változása:
| Lakosok száma | 1940 | 1927 | 1954 | 1963 | 2021 | 2079 | 2095 | 2123 | 2211 |
|               | 2013 | 2015 | 2016 | 2017 | 2018 | 2019 | 2020 | 2021 | 2022 |